# Heterocharacinae
Die Heterocharacinae sind eine wenig erforschte und wenig bekannte Unterfamilie der Salmler. Sie kommt im nördlichen Südamerika im Amazonasbecken, und den Stromgebieten von Orinoko, Essequibo (Guyana) und Demerara River vor. Zu der Unterfamilie gehören vier Gattungen, von denen eine drei Arten umfasst, während die anderen monotypisch sind, also nur eine Art beinhalten.

## Merkmale
Heterocharacinae-Arten sind kleine Fische, werden nur drei bis sechs Zentimeter lang und besitzen einen seitlich abgeflachten, mäßig hochrückigen Körper und sind von silbriger Farbe. Das Maul ist stark oberständig, die Augen sind groß. Die Brustflossen sind lang und stehen weit unten, die Rückenflosse ist fahnenartig mit kurzer Basis, die Schwanzflosse ist gegabelt. 
Das einzige bei der Aufstellung der Heterocharacinae gemachte diagnostische Merkmal der Unterfamilie ist das Vorhandensein einer variablen Anzahl von Supraorbitalia (Schädelknochen in der Augenregion). Die Characidae dagegen besitzen keine Supraorbitalia.

## Systematik
Die Unterfamilie Heterocharacinae wurde 1966 durch den französischen Ichthyologen Jacques Géry eingeführt und zunächst in die Familie Characidae gestellt, 2011 dann von Oliveira und Kollegen aufgrund des Vergleichs von DNA-Sequenzen aus zwei Genen der mitochondrialen DNA und von drei Genen aus dem Zellkern der Familie Acestrorhynchidae zugeordnet.

## Gattungen und Arten
- Gattung Gnathocharax Fowler, 1913

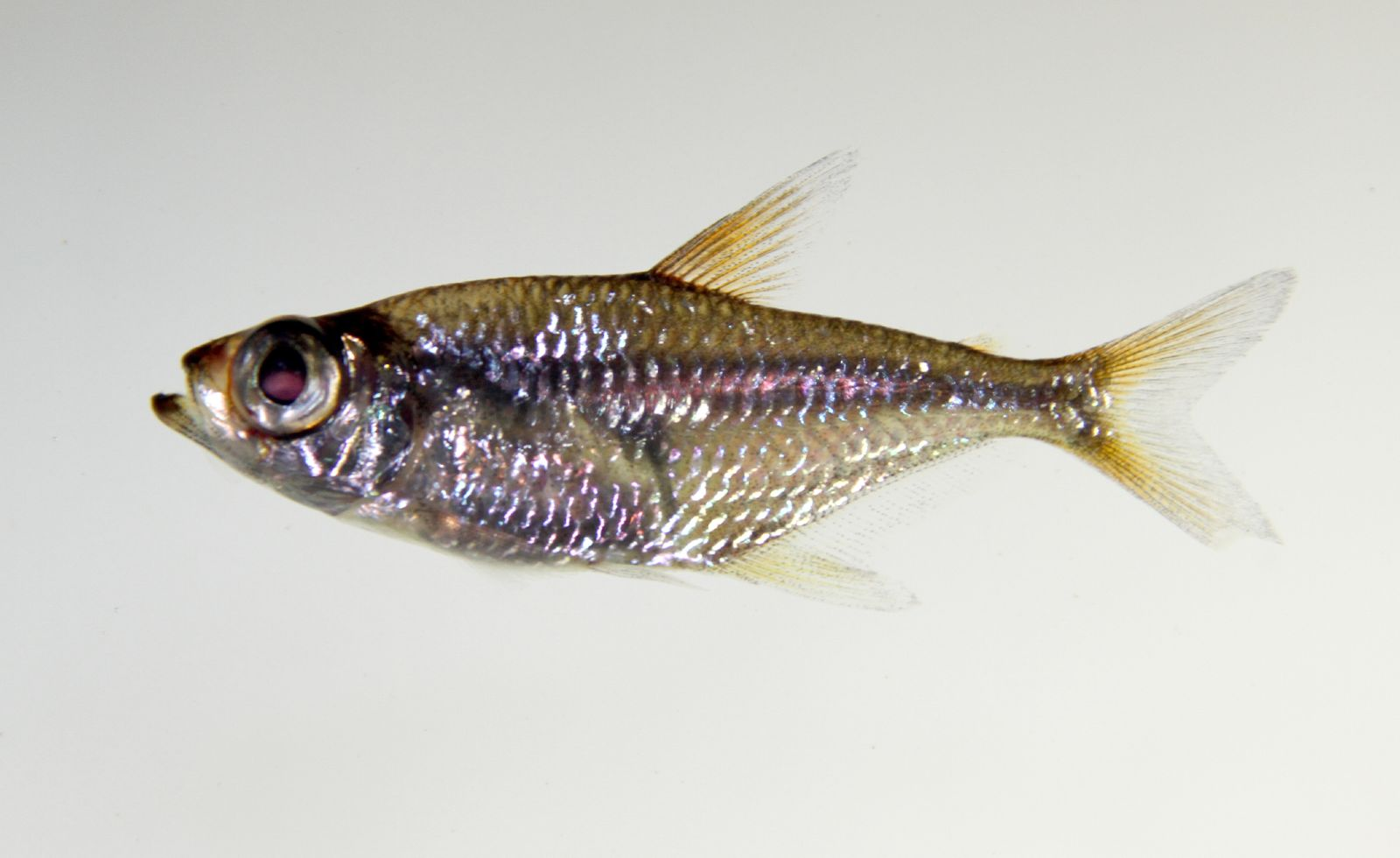
Unbestimmte Heterocharax-Art

  - Schlußlicht-Drachenflosser (Gnathocharax steindachneri Fowler, 1913)
- Gattung Heterocharax Eigenmann, 1912
  - Heterocharax leptogrammus Toledo-Piza, 2000
  - Heterocharax macrolepis Eigenmann, 1912
  - Heterocharax virgulatus Toledo-Piza, 2000
- Gattung Hoplocharax Géry, 1966
  - Hoplocharax goethei Géry, 1966
- Gattung Lonchogenys Myers, 1927
  - Lonchogenys ilisha Myers, 1927